# 516. pehotni polk (Wehrmacht)
Za druge 516. polke glejte 516. polk.
516. pehotni polk (izvirno nemško Infanterie-Regiment 516) je bil eden izmed pehotnih polkov v sestavi redne nemške kopenske vojske med drugo svetovno vojno.

## Zgodovina
Polk je bil ustanovljen 6. februarja 1940 kot polk 8. vala pri Magdeburgu iz štaba 118. ter delov 87. in 193. pehotnega polka; polk je bil dodeljen 295. pehotni diviziji. 
27. novembra 1940 je bil III. bataljon izvzet iz sestave in dodeljen 590. pehotnemu polku; bataljon je bil nadomeščen.
15. maja 1942 je bil I. bataljon razpuščen v bojih.
15. oktobra 1942 je bil polk preimenovan v 516. grenadirski polk.